# 秋津移民村
秋津村，是台灣日治時期日本移民村之一，位在台灣台中州北斗郡沙山庄（今彰化縣芳苑鄉）草湖，面積達數百公頃，主要為來自九州熊本、佐賀、鹿兒島的日籍移民，人口約784人。

## 介紹
秋津村在成立當時之名稱為「沙山村」，由於此名稱易讓人以為移民村在庄役場所在的沙山，所以由殖產局和臺灣農友會共同舉行了新村名選賞募集活動。在1936年8月，由時任總督中川健藏在多個候選名稱中，選定「秋津村」作為新的村名，其他候選的名稱則有常盤村、豐里村、御國村、圖南村、靖國村、八洲村、鹿島村、照國村。秋津村的土地原劃定為保安林，後來在解除保安林之限制後，於1932年成立沙山村，是台中州最早設立之日本移民村，其下分為六個聚落，分別是東口、南原、中平、山北（三十戶仔）、川邊（二十七戶仔）、川合（十戶仔）。日籍移民至該地後，利用高科技水利等農業技術開墾，將俗稱「溪底」的荒埔改良成為多畝農田，每戶約有5.65甲的土地。
1935年4月設立沙山尋常小學校，1937年增設高等科，成為秋津尋常高等小學校（今 草湖國小）。1938年11月，秋津青年訓練所開設，1939年6月改制為秋津青年學校。1945年日治時期結束後，移民村結束，日籍移民全數返鄉，秋津村也被改名為國光村，旋即又被分成文津村和新生村，隸屬芳苑鄉，所留農地，多於公地放領後仍成為耕地。

## 移住戶數
- 1932年：18戶
- 1933年：18戶
- 1934年：20戶
- 1935年：90戶
- 1936年：10戶